# Domecy-sur-Cure
Domecy-sur-Cure is een gemeente in het Franse departement Yonne (regio Bourgogne-Franche-Comté) en telt 450 inwoners (1999). De plaats maakt deel uit van het arrondissement Avallon.

## Geografie
De oppervlakte van Domecy-sur-Cure bedraagt 20,8 km², de bevolkingsdichtheid is 21,6 inwoners per km².
De onderstaande kaart toont de ligging van Domecy-sur-Cure met de belangrijkste infrastructuur en aangrenzende gemeenten.

## Demografie
Onderstaande figuur toont het verloop van het inwonertal (bron: INSEE-tellingen).